# Vanessa Kapp
Vanessa Kapp (* 1993) ist eine Schweizer Unihockeyspielerin, die beim Nationalliga-A-Verein UHC Laupen unter Vertrag steht.